# Marcel Dries
Marcel Dries (19 de setembro de 1929 - 27 de setembro de 2011) é um futebolista belga que competiu na Copa do Mundo FIFA de 1954.